# 夏忠 (明朝)
夏忠，河南睢州（今河南睢县）人，明朝政治人物。进士出身。

## 生平
永樂十三年，登進士。洪熙元年，接替黄辂任松江府知府一职，1430年由赵豫接任。